# فرید زلاند
فرید زُلاند (به پشتو: فرید ځَلاند) (زادهٔ ۹ مرداد ۱۳۳۴ در کابل، افغانستان) آهنگساز افغان‌ است. زلاند برای بسیاری از خوانندگان موسیقی پاپ ایران از جمله ویگن، گوگوش، داریوش، ابی، شاهرخ، ستار، معین، منوچهر سخایی، هایده، حمیرا و مهستی در پیش و پس از انقلاب ۱۳۵۷ آهنگ‌ ساخته‌است. او فرزند جلیل زلاند، آهنگساز افغان است. برادر و خواهران او سهیلا زلاند، شهلا زلاند و وحید زلاند همگی خواننده‌اند.

## زندگی
فرید زلاند در ۹ مرداد ۱۳۳۴ خورشیدی در کابل به دنیا آمد. موسیقی را همانند بیشتر اعضای خانواده‌اش نزد پدرش جلیل زلاند فرا گرفت. در سال ۱۳۴۸ خورشیدی او با در دست داشتن بورس تحصیلی از وزارت فرهنگ و هنر به تهران مهاجرت کرد، او در این شهر وارد هنرستان عالی موسیقی شد. بعد از گذشت یک‌سال از نوازندگی پیانو به هارمونی آهنگسازی تغییر رشته داد. زلاند شاگرد اساتیدی چون فریدون فرزانه، یوسف‌زاده، مصطفی پورتراب، مرتضی حنانه، مرحومه خانم خسروی بوده‌است. در این مدت او به آهنگسازی برای بسیاری از خوانندگان پرآوازه ایرانی پرداخت.
فرید زلاند آهنگسازی را در اوایل دههٔ ۱۳۵۰ شمسی و در بیست‌سالگی در تهران آغاز می‌کند و اولین آهنگ‌های خود را روی ترانه‌هایی از اردلان سرفراز و با صدای ستار به نام‌های «بهت» و «غزل» می‌سازد که با استقبال زیادی مواجه می‌شود. زلاند آشنایی با اردلان سرفراز در کاباره کوچینی را بعد از سفر به ایران، دومین شانس بزرگ زندگی خود می‌داند. پس از انقلاب ۱۳۵۷ او نیز همانند بسیاری از هنرمندان ایرانی مجبور به ترک ایران شد.
در اوایل انقلاب زلاند ابتدا به لندن و کانادا می‌رود و در نهایت در آمریکا و شهر لس‌آنجلس مستقر می‌شود. در اواخر ۱۹۸۰ وارد دانشگاه USC لس‌آنجلس دانشکده موسیقی می‌شود و به مدت دو سال در رشته موسیقی فیلم به تحصیل می‌پردازد. در سال ۱۳۵۸ با نیکو معنوی ازدواج کرد. اما این دو علیرغم داشتن پسری به نام «رهی» از هم جدا شدند. نیکو معنوی هم‌اکنون در لندن زندگی می‌کند.

## سبک هنری
او بیش از ۲۰۰ آهنگ در این چند دهه فعالیت هنری خود ساخته‌است که به گفتهٔ خودش هفتاد درصد کارهایش موفق بوده‌اند و سی درصد مابقی هم مورد پسند مردم قرار گرفته‌اند و در زمان خودشان شنیده شده‌اند. بیشتر آهنگ‌های او بر روی ترانه‌هایی بوده‌است که او توانسته کاملاً با آن‌ها ارتباط برقرار کند و بسیار به‌ندرت و کم اتفاق افتاده که روی آهنگِ ساخته‌شده از او کسی ترانه‌ای بگوید. بیشتر آهنگ‌های او بر روی ترانه‌های اردلان سرفراز و با تنظیم‌های منوچهر چشم‌آذر بوده‌است.
یکی از ویژگی‌های برجسته و متمایز آهنگ‌های فرید زولاند، زیبایی مطلع (اورتور) یا شروع ملودی‌هایش است. در واقع، او با مهارتی خاص، پیش‌زمینه‌ای گوش‌نواز و منحصربه‌فرد برای مخاطب ایجاد می‌کند و مخاطب را آرام‌آرام در فضای کل ترانه قرار می‌دهد، به نحوی که مخاطب تا پایان، مشتاقانه با ترانه ارتباط برقرار می‌کند. این ویژگی در بسیاری از آهنگ‌های او از جمله موسیقی ترانه‌های «ستارهٔ دنباله‌دار» و «خواب» هر دو با صدای ابی، «چکاوک» با صدای داریوش و «مرا بشنو» و «گل سفید» هردو با صدای شهره، به‌وضوح دیده می‌شود. فضای کلی آهنگ‌های او را می‌توان آمیخته‌ای از موسیقی ایرانی و پاپ و افغان و هندی دانست. با این حال، اغلب آهنگ‌های او در فضای موسیقی به‌اصطلاح تلفیقیِ ایرانی، یعنی ترکیبی از موسیقی سنتی ایرانی و پاپ غربی قرار می‌گیرند.
او تاکنون برای برخی از خواننده‌های ایرانی از جمله گوگوش، شهره، هایده، داریوش و ستار آهنگ‌هایی کاملاً افغانی نیز ساخته‌است. به‌ندرت مدت‌زمان برخی از آهنگ‌های فرید زلاند مانند «معلم بد» (باصدای ابی) و «راه من» (با صدای داریوش)، یا «نون و پنیر و سبزی» (با صدای داریوش و ابی) نسبت به مدت‌زمان سایر آهنگ‌هایش که حدوداً بین ۴ تا ۶ دقیقه‌ای هستند، طولانی‌تر است، چراکه او اغلب فضاهایی را در این آهنگ‌ها برای هنرنمایی موسیقایی هر چه بیشتر خود اختصاص داده‌است.
از نظر او: 
آهنگساز باید زمزمه‌ساز احساس و عاطفه و سلیقهٔ خویش باشد، اما جایی که به ورطهٔ تقلید می‌افتد، قدرت کشف و آفرینش را در خود سرکوب می‌کند.— فرید زلاند

## دوستی با اردلان سرفراز
فرید زلاند و اردلان سرفراز دو دوست صمیمی هستند. به گفتهٔ خودش، اردلان برادر بزرگ و عزیز او هست و اردلان کسی بوده که به او اطمینان کرد و ترانه‌هایش را در اختیارش گذاشت و روزی را که ترانه «بهت» را جلویش گذاشت و گفت: فرید بیا این را کار کن، هیچوقت فراموش نمی‌کند. اکثر آهنگ‌های فرید زلاند بر روی ترانه‌های دوست صمیمی اش، اردلان سرفراز برای خواننده‌های مختلف آهنگسازی شده‌اند.

## خاطرات فرید زلاند از همکاری با هنرمندان
فرید زلاند با بسیاری از خوانندگان و دیگر هنرمندان مشهور ایرانی همکاری داشته‌است. از این رو با همکارانش خاطره‌هایی دارد که گه گاه در مصاحبه‌های خود از آن‌ها صحبت به میان می‌آورد.
فرید زلاند در مصاحبه‌ای گفت ما عادت داشتیم تا کارهای سیاسی را به داریوش بدهیم و همیشه این را می‌دانستیم که روی لبه تیز پرتگاه در حال حرکتیم.
یکی از آهنگ‌های موفق و ماندگار او آهنگی است که بر روی ترانه «یاور همیشه مؤمن» از ایرج جنتی عطایی در زمان قبل از انقلاب ساخته شد که داریوش آن را خواند و اولین کار مشترک زلاند و ایرج جنتی عطایی محسوب می‌شود. داستان این آهنگ به این صورت بود که در سال ۱۳۵۵، یک روز بعد از ظهر، داریوش به زلاند زنگ می‌زند و شعر را برای او می‌خواند و از او می‌خواهد تا آهنگی روی این ترانه بگذارد. زلاند که دلتنگی خاصی داشت پشت پیانو می‌نشیند و بعد از سه یا چهار ساعت کار را تمام می‌کند و فردای آن روز به اتفاق داریوش برای تنظیم این کار نزد واروژان می‌روند. یاور همیشه مؤمن تنها آهنگی از فرید زلاند است که توسط واروژان تنظیم شده‌است. موسیقی این کار در حیطهٔ موسیقی تلفیقی یعنی ایرانی و پاپ قرار دارد و تا به امروز همچنان یکی از شنیده شده‌ترین کارهای داریوش و فرید زلاند و ایرج جنتی عطایی به‌شمار می‌رود. قسمت انتهایی موسیقی این ترانه که با صدای عبور قطار همراه است باعث شد تا ساواک، آنها را احضار کند، چرا که ساواک براین تصور بود که صدای مربوطه نه صدای عبور قطار، بلکه صفیر رگبار مسلسل است و یادآور آزادی خواهانی بود که به جوخه‌های آتش سپرده شده بودند. البته فرید زلاند آهنگساز این آهنگ، برای آن‌ها توضیح می‌دهد که این صدا، صدای عبور قطار از ریل است و در واقع نشانگر سفر یاور همیشه مؤمن است. او تاکنون برای داریوش بیش از سی آهنگ ساخته‌است.
در خاطره‌ای دیگر، در مصاحبه‌ای، یکی از خاطراتش با هایده را این‌گونه عنوان کرده‌است: اوایل سال ۸۰ میلادی بود که در لس آنجلس خانم هایده خدابیامرز آمد خانه من، گفت: فرید جان آهنگ خوب چی دارید؟ و من همین آهنگ «ای پادشه خوبان داد از غم تنهایی» را برایش زدم و گفت: «من این کار را خیلی دوست دارم، این کار را می‌دهی بخوانم؟» گفتم: «من می‌ترسم، اینجا یه خورده اذیت بشوید.» گفت: «من به خاطر جثه‌ام نمی‌توانم توی جوی شنا کنم، من حتماً باید توی دریا شنا کنم به خاطر همین من باید حتماً این را بخوانم» که خواند.
او در صفحه فیسبوک خود در مورد هایده چنین نوشته‌است: من هنوز و همیشه فکر می‌کنم روزی در جایی از زمان و مکان که شباهتی نه با این زمان و نه به این جهان دارد در کنارِ تو دوبارگی خواهم کرد و صدای تو بروی نت‌های موسیقی من، جادوی ترنّم و ترانه و صدا خواهد شد.
همچنین از خاطرات معین این هست که هر گاه آهنگی از فرید زلاند را در استودیو درمقابل او اجرا می‌کرد شاهد تحت تأثیر قرار گرفتن زلاند بوده‌است. در اوایل دهه شصت شمسی، اردلان سرفراز نقل می‌کند که: در آلمان در یک کارخانه قاب سازی مشغول به کار بودم و قصد نداشتم به شیوه ترانه‌های رایج آن زمان کاری بسازم. در یکی از روزهای بازگشت از محل کار صدای معین را برای اولین بار شنیدم چندی بعد فرید زلاند تماس گرفت و گفت آقای معین درخواست کار از ما را دارد و من بدون معطلی برای دلسوختگی آن صدا ترانهٔ دلسوخته را ساختم.
فرید زلاند، صدای ابی را سازگارترین صدا برای فضای ملودی‌های خود می‌داند و از این رو بیشترین تعداد آهنگ‌هایش را برای او نوشته‌است. تا جایی که به گفته خودش آهنگی را بر روی ترانه‌ای از شهیار قنبری به نام «نون و پنیر و سبزی» نوشت که داریوش و ابی اجرا کردند که باعث شهرت ناگهانی و بیش از پیش ابی شد. البته در سال‌های اخیر فرید زلاند به دلایلی شخصی با دوست دیرینه اش ابی همکاری نمی‌کند و به گفته خودش دیگر با او همکاری نخواهد کرد.
در خاطره‌ای دیگر از فرهاد او می‌گوید: فرهاد خدابیامرز اینجا به خانه من آمد و مهمان من بود و آلبوم «برف» را در شرکت آونگ، زمانی که من آنجا بودم تولید کردیم. فرهاد یک هفته ایی با من بود و می‌رفتم می دیدمش و تنها آرزوی من این بود که یک آهنگ به او می‌دادم و این آهنگ «موج» مرا خیلی دوست داشت که داریوش خوانده بود و می‌گفت اگر از این آهنگ‌ها بسازی برایت می‌خوانم و متأسفانه دیگر فرصت نشد.
در میان کارهای زلاند، آهنگ‌هایی هستند که ابتدا برای یک خواننده ساخته شده بودند اما بعداً به دلایلی خواننده عوض شده‌است. از این دست آهنگ‌ها می‌توان به ترانه «برای دیدن تو از حادثه‌ها گذشته‌ام» اشاره کرد که ابتدا برای ابی نوشته شده بود ولی به معین داده شد. همچنین ترانه «پرسش» ابتدا برای داریوش نوشته شده بود که گوگوش از این کار خوشش می‌آید و از داریوش می‌خواهد که آن را بخواند و داریوش این آهنگ را به او می‌دهد. ترانه «بهت» ابتدا قرار بوده‌است که به گوگوش داده شود اما به دلایلی به ستار داده شده‌است. ترانه «زخم» در ابتدا قرار بود به داریوش داده شود اما ستار آن را خواند. ترانه زخم باعث شد تا ساواک فرید زلاند را احضار کند. عبارت «لحظهٔ عبور یک تیر» در ترانه زخم حساسیت آن‌ها را برانگیخته بود. ترانه «شکایت» ابتدا قرار بود با صدای مهستی اجرا شود، اما در ادامه مهستی این ترانه را نا مأنوس با سبک خود دانست و در نهایت گوگوش که این ترانه را دوست داشت اجرا کرد.

## گفتاوردهای فرید زلاند
مسیر موسیقی و ترانه و تعهد، مسیری بی مقصد به سمت زیبایی و کشف و عشق است که می‌بایست همراه با مردم آن را طی کرد.

آهنگساز باید زمزمه ساز احساس و عاطفه و سلیقه خویش باشد اما جایی که به ورطه تقلید می‌افتد، قدرت کشف و آفرینش را در خود سرکوب می‌کند.